# Skynet (satellite)
Pour les articles homonymes, voir Skynet.

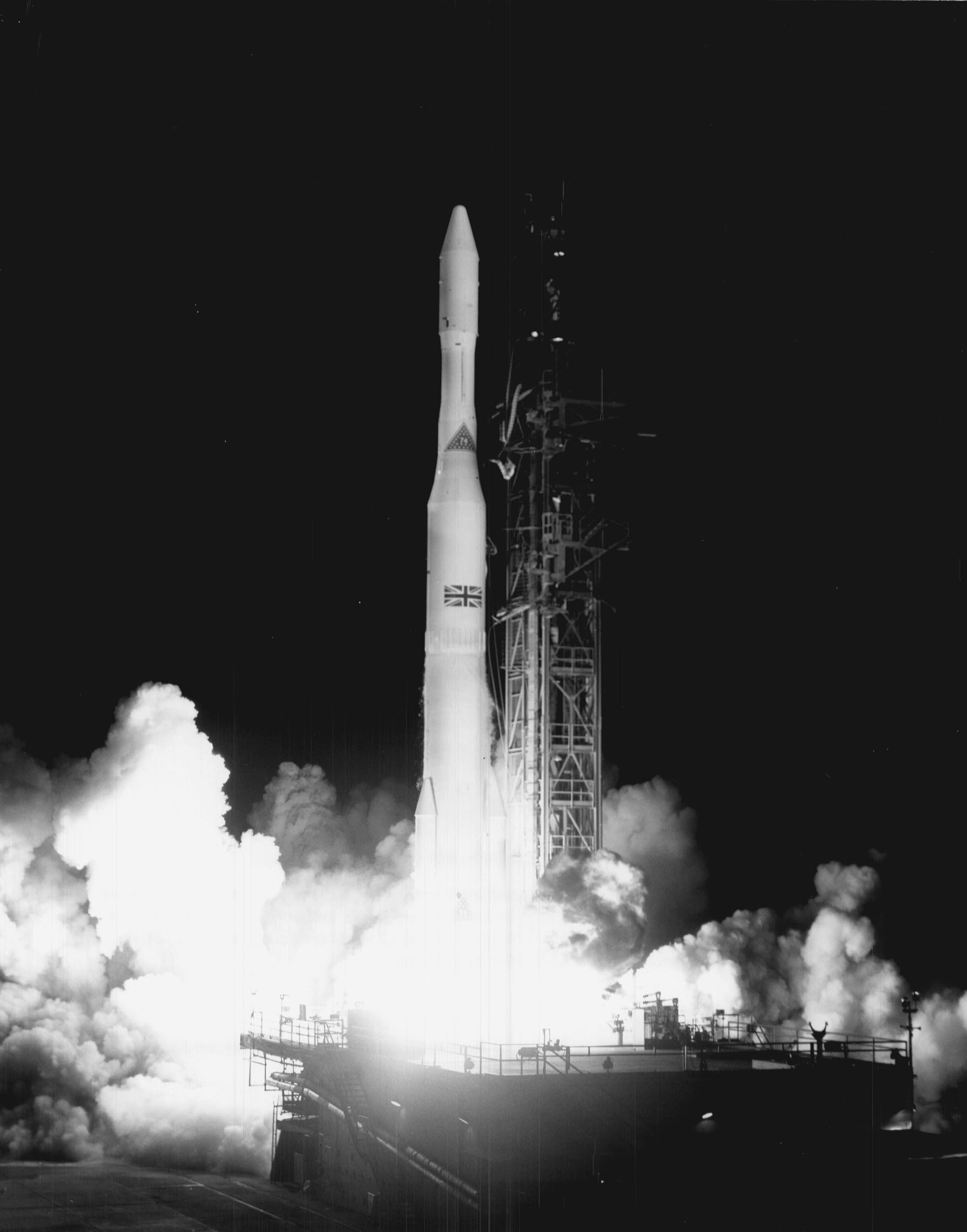
Lancement du premier satellite Skynet, Skynet 1A, par une fusée Delta en 1969 depuis Cap Canaveral.

Skynet est une famille de satellites de télécommunications militaires britanniques, qui fournit des services de communication stratégiques aux trois branches des forces armées britanniques et aux forces de l'OTAN.

## Modèles

### Skynet 1
La première constellation Skynet devait être composée de deux satellites. Le premier, Skynet 1, est un satellite de 422 kg lancé le 22 novembre 1969 par une fusée Delta depuis cap Canaveral. Il aurait été en service pendant moins d’un an. Le second, Skynet 1B, est un satellite de 285 kg lancé par le même lanceur le 19 août 1970. À la suite d'un échec lors de la mise en orbite (une panne du moteur d’apogée), ce dernier a été abandonné sur son orbite de transfert (270 x 36 041 km).

### Skynet 3
Skynet 3 a été abandonné au profit de Skynet 4, plus avancé.

### Skynet 4
Sa structure sert de base aux deux satellites OTAN IV.

### Skynet 5

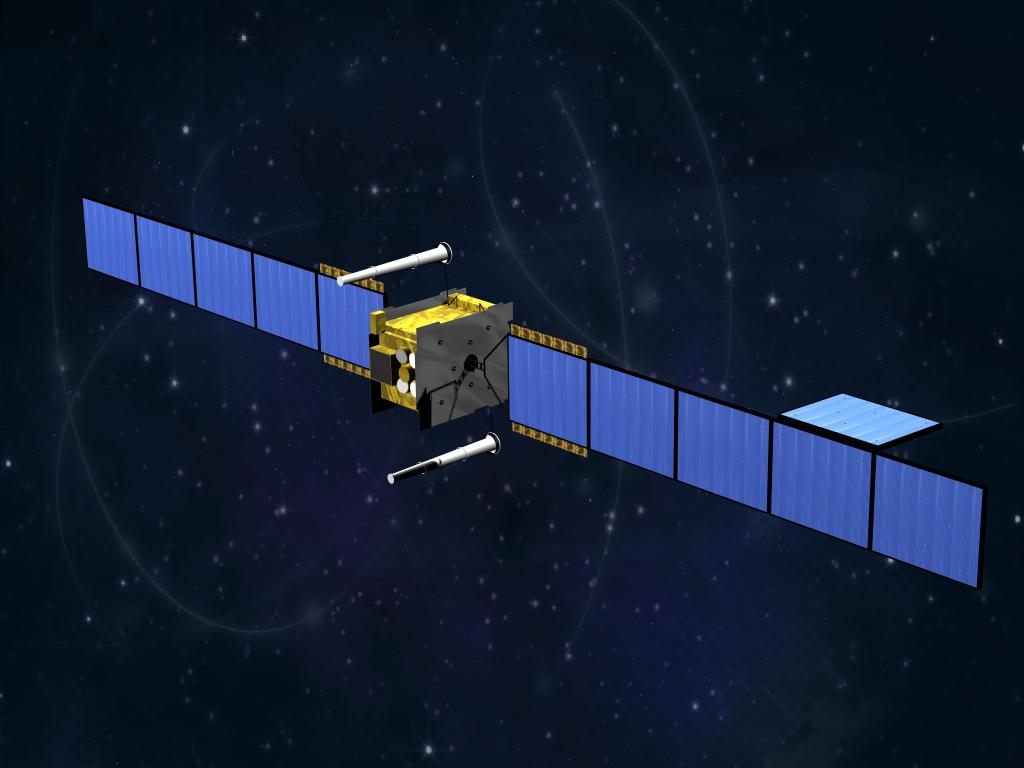
Représentation d'un Skynet-5.

Skynet 5 est la nouvelle génération de satellites, remplaçant le système existant Skynet 4. EADS Astrium est responsable de la construction à partir de sa gamme Eurostar 3000 ainsi que de la mise en orbite des satellites, tandis que sa filiale Paradigm Secure Communications est responsable de la prestation de services au ministère britannique de la Défense. Paradigm doit aussi fournir des services de communications à l'OTAN. Le premier d'une constellation de quatre engins Skynet 5 a été lancé par une fusée Ariane 5 à 22h03 UTC le 11 mars 2007. Il est entré en service le 10 mai 2007. Les deux suivants, quasiment des clones du premier, sont lancés respectivement huit et quinze mois après tandis que le dernier, plus puissant, est lancé cinq ans plus tard.

## Liste des satellites
| Modèle           | Constructeur               | Date de lancement           | Lanceur      | Commentaires                              |
| Skynet 1         | Skynet 1                   | Skynet 1                    | Skynet 1     | Skynet 1                                  |
| ---------------- | -------------------------- | --------------------------- | ------------ | ----------------------------------------- |
| 1A               | Philco Ford (en)           | 22 novembre 1969            | Delta M      |                                           |
| 1B               | Philco Ford (en)           | 19 août 1970                | Delta M      |                                           |
| Skynet 2         |                            |                             |              |                                           |
| 2A               | Marconi Space Systems (en) | 19 janvier 1974             | Delta 2000   | Défaillance du lanceur, orbite trop basse |
| 2B               | Marconi Space Systems (en) | 23 novembre 1974            | Delta 2000   |                                           |
| Skynet 4         |                            |                             |              |                                           |
| 4A               | British Aerospace          | 1er janvier 1990            | Titan 34D    |                                           |
| 4B               | British Aerospace          | 11 décembre 1988            | Ariane 44LP  |                                           |
| 4C               | British Aerospace          | 30 août 1990                | Ariane 44LP  |                                           |
| Skynet 4 Stage 2 |                            |                             |              |                                           |
| 4D               | Matra Marconi Space (en)   | 10 janvier 1998             | Delta 7000   | Remplace Skynet 4B                        |
| 4E               | Matra Marconi Space (en)   | 26 février 1998             | Ariane 44L   |                                           |
| 4F               | Astrium                    | 7 février 2001              | Ariane 44L   |                                           |
| Skynet 5         |                            |                             |              |                                           |
| 5A               | EADS Astrium               | 11 mars 2007, 22h03 UTC     | Ariane 5 ECA | Lancé avec Insat 4B                       |
| 5B               | EADS Astrium               | 14 novembre 2007, 22h06 UTC | Ariane 5     | Lancé avec STAR ONE C1                    |
| 5C               | EADS Astrium               | 12 juin 2008, 22h05 UTC     | Ariane 5     | Lancé avec Türksat 3A                     |
| 5D               | EADS Astrium               | 19 décembre 2012, 21h49 UTC | Ariane 5 ECA | Lancé avec MEXSAT (en) 3                  |